# Índice de democracia
| Democracias plenas 9.01–10.00 8.01–9.00 | Democracias imperfeitas 7.01–8.00 6.01–7.00 | Regimes híbridos 5.01–6.00 4.01–5.00 | Regimes autoritários 3.01–4.00 2.01–3.00 1.01–2.00 0.00–1.00 | Sem dados |

Mapa do Índice de Democracia de 2024
Democracias plenas
9.01–10.00
8.01–9.00
Democracias imperfeitas
7.01–8.00
6.01–7.00
Regimes híbridos
5.01–6.00
4.01–5.00
Regimes autoritários
3.01–4.00
2.01–3.00
1.01–2.00
0.00–1.00
Sem dados

O Índice de Democracia (em inglês: Democracy Index) é um índice criado em 2006 pela Economist Intelligence Unit da revista The Economist para examinar o estado da democracia em 167 países.
Na avaliação mais recente, divulgada em fevereiro de 2024, o Democracy Index 2023 reportou que a Noruega marcou um total de 9.81 em uma escala de 0 a 10, que foi o maior resultado (1.º país no ranking geral), enquanto o Afeganistão teve a pior nota, com 0.26.
A The Economist avalia os países em cinco critérios: processo eleitoral e pluralismo, funcionamento do governo, participação política, cultura política e liberdades civis, com cada um dos itens recebendo notas que vão de 0 a 10. Após a avaliação dos cinco itens, os países são classificados em "democracias plenas", "democracias imperfeitas", "regimes híbridos" (todos considerados democracias) e "regimes autoritários" (considerados governos ditatoriais).

## Definições
Democracias plenas são nações onde as liberdades civis e as liberdades políticas fundamentais não são apenas respeitadas, mas também reforçadas por uma cultura política conducente ao florescimento dos princípios democráticos. Essas nações têm um sistema válido de freios e contrapesos governamentais, um poder judiciário independente cujas decisões são aplicadas, governos que funcionam adequadamente e uma mídia diversa e independente. Essas nações têm apenas problemas limitados no funcionamento democrático.
Democracias imperfeitas são nações onde as eleições são justas e livres e as liberdades civis básicas são respeitadas, mas podem ter problemas (por exemplo, violação da liberdade de imprensa e supressão menor de oposição e críticos políticos). Essas nações têm falhas significativas em outros aspectos democráticos, incluindo cultura política subdesenvolvida, baixos níveis de participação política e problemas no funcionamento da governança.
Regimes híbridos são nações com fraudes eleitorais regulares, impedindo-as de serem democracias justas e livres. Essas nações geralmente têm governos que pressionam a oposição política, judiciários que não são independentes, corrupção política generalizada, assédio e pressão contra a imprensa, Estado de direito anêmico e falhas mais pronunciadas do que democracias imperfeitas nos domínios da cultura política subdesenvolvida, níveis baixos de participação na política e questões de funcionamento da governança.
Regimes autoritários são nações onde o pluralismo político é inexistente ou severamente limitado. Essas nações são muitas vezes monarquias absolutas ou ditaduras, podem ter algumas instituições convencionais de democracia, mas com pouco significado, violações e abusos das liberdades civis são comuns, eleições (se ocorrerem) não são justas ou livres (incluindo eleições simuladas), a mídia muitas vezes é estatal ou controlada por grupos associados ao regime governante, o judiciário não é independente e a censura e supressão de críticas governamentais são comuns.

## Lista por país
A tabela a seguir mostra os cinco parâmetros que compuseram a pontuação de cada nação em 2024 e as mudanças ocorridas desde 2023.
| Posição                 | Δ Posição | País                           | Tipo de regime        | Pontuação geral | Δ Pontuação | Processo eleitoral e pluralismo | Funcionamento do governo | Participação política | Cultura política | Liberdades civis |
| ----------------------- | --------- | ------------------------------ | --------------------- | --------------- | ----------- | ------------------------------- | ------------------------ | --------------------- | ---------------- | ---------------- |
|                         |           |                                |                       |                 |             |                                 |                          |                       |                  |                  |
| Democracias plenas      |           |                                |                       |                 |             |                                 |                          |                       |                  |                  |
| 1                       | Estável   | Noruega                        | Democracia plena      | 9,81            | Estável     | 10,00                           | 9,64                     | 10,00                 | 10,00            | 9,41             |
| 2                       | Estável   | Nova Zelândia                  | Democracia plena      | 9,61            | Estável     | 10,00                           | 9,29                     | 10,00                 | 8,75             | 10,00            |
| 3                       | 1         | Suécia                         | Democracia plena      | 9,39            | Estável     | 9,58                            | 9,64                     | 8,33                  | 10,00            | 9,41             |
| 4                       | 1         | Islândia                       | Democracia plena      | 9,38            | 0,07        | 10,00                           | 8,93                     | 8,89                  | 9,38             | 9,71             |
| 5                       | 3         | Suíça                          | Democracia plena      | 9,32            | 0,18        | 9,58                            | 9,29                     | 8,33                  | 10,00            | 9,41             |
| 6                       | 1         | Finlândia                      | Democracia plena      | 9,30            | Estável     | 10,00                           | 9,64                     | 7,78                  | 9,38             | 9,71             |
| 7                       | 1         | Dinamarca                      | Democracia plena      | 9,28            | Estável     | 10,00                           | 9,29                     | 8,33                  | 9,38             | 9,41             |
| 8                       | 1         | Irlanda                        | Democracia plena      | 9,19            | Estável     | 10,00                           | 8,21                     | 8,33                  | 10,00            | 9,41             |
| 9                       | Estável   | Países Baixos                  | Democracia plena      | 9,00            | Estável     | 9,58                            | 8,93                     | 8,33                  | 8,75             | 9,41             |
| 10                      | 1         | Luxemburgo                     | Democracia plena      | 8,88            | 0,07        | 10,00                           | 9,29                     | 6,67                  | 8,75             | 9,71             |
| 11                      | 3         | Austrália                      | Democracia plena      | 8,85            | 0,19        | 10,00                           | 8,57                     | 7,22                  | 8,75             | 9,71             |
| 12                      | 2         | Taiwan                         | Democracia plena      | 8,78            | 0,14        | 10,00                           | 8,57                     | 7,78                  | 8,13             | 9,41             |
| 13                      | 1         | Alemanha                       | Democracia plena      | 8,73            | 0,07        | 9,58                            | 8,21                     | 8,33                  | 8,13             | 9,41             |
| 14                      | 1         | Canadá                         | Democracia plena      | 8,69            | Estável     | 10,00                           | 8,21                     | 8,89                  | 7,50             | 8,82             |
| 15                      | 1         | Uruguai                        | Democracia plena      | 8,67            | 0,01        | 10,00                           | 9,29                     | 7,78                  | 6,88             | 9,41             |
| 16                      | Estável   | Japão                          | Democracia plena      | 8,48            | 0,08        | 9,58                            | 8,93                     | 6,67                  | 8,13             | 9,12             |
| 17                      | 1         | Reino Unido                    | Democracia plena      | 8,34            | 0,06        | 9,58                            | 7,50                     | 8,33                  | 6,88             | 9,41             |
| 18                      | 1         | Costa Rica                     | Democracia plena      | 8,29            | Estável     | 9,58                            | 7,50                     | 7,78                  | 6,88             | 9,71             |
| 19                      | 1         | Áustria                        | Democracia plena      | 8,28            | Estável     | 9,58                            | 7,50                     | 8,89                  | 6,88             | 8,53             |
| 20                      | Estável   | Ilhas Maurícias                | Democracia plena      | 8,23            | 0,09        | 9,58                            | 7,86                     | 6,11                  | 8,75             | 8,82             |
| 21                      | 6         | Estónia                        | Democracia plena      | 8,13            | 0,17        | 10,00                           | 8,57                     | 6,67                  | 6,88             | 8,53             |
| 21                      | 2         | Espanha                        | Democracia plena      | 8,13            | 0,06        | 9,58                            | 7,50                     | 7,22                  | 7,50             | 8,82             |
| 23                      | 3         | Chéquia                        | Democracia plena      | 8,08            | 0,11        | 9,58                            | 6,43                     | 7,78                  | 7,50             | 9,12             |
| 23                      | 8         | Portugal                       | Democracia plena      | 8,08            | 0,33        | 9,58                            | 7,14                     | 6,11                  | 8,75             | 8,82             |
| 25                      | 5         | Grécia                         | Democracia plena      | 8,07            | 0,07        | 10,00                           | 6,79                     | 7,22                  | 7,50             | 8,82             |
| Democracias imperfeitas |           |                                |                       |                 |             |                                 |                          |                       |                  |                  |
| 26                      | 3         | França                         | Democracia imperfeita | 7,99            | 0,08        | 9,58                            | 7,50                     | 7,78                  | 6,88             | 8,24             |
| 27                      | 1         | Malta                          | Democracia imperfeita | 7,93            | Estável     | 9,17                            | 7,14                     | 6,67                  | 8,13             | 8,53             |
| 28                      | 1         | Estados Unidos                 | Democracia imperfeita | 7,85            | Estável     | 9,17                            | 6,43                     | 8,89                  | 6,25             | 8,53             |
| 29                      | 4         | Chile                          | Democracia imperfeita | 7,83            | 0,15        | 9,58                            | 7,86                     | 6,67                  | 5,63             | 9,41             |
| 30                      | 1         | Eslovênia                      | Democracia imperfeita | 7,82            | 0,07        | 9,58                            | 7,50                     | 7,22                  | 6,25             | 8,53             |
| 31                      | 1         | Israel                         | Democracia imperfeita | 7,80            | Estável     | 9,58                            | 7,50                     | 9,44                  | 6,88             | 5,59             |
| 32                      | 10        | Coreia do Sul                  | Democracia imperfeita | 7,75            | 0,34        | 9,58                            | 7,50                     | 7,22                  | 5,63             | 8,82             |
| 33                      | 4         | Letônia                        | Democracia imperfeita | 7,66            | 0,28        | 10,00                           | 7,14                     | 6,67                  | 6,25             | 8,24             |
| 34                      | 2         | Bélgica                        | Democracia imperfeita | 7,64            | Estável     | 9,58                            | 8,21                     | 5,00                  | 6,88             | 8,53             |
| 35                      | 2         | Botswana                       | Democracia imperfeita | 7,63            | 0,10        | 9,58                            | 6,43                     | 6,11                  | 7,50             | 8,53             |
| 36                      | 3         | Lituânia                       | Democracia imperfeita | 7,59            | 0,28        | 10,00                           | 7,14                     | 6,67                  | 5,63             | 8,53             |
| 37                      | 2         | Cabo Verde                     | Democracia imperfeita | 7,58            | 0,07        | 9,17                            | 6,64                     | 6,67                  | 6,88             | 8,53             |
| 37                      | 3         | Itália                         | Democracia imperfeita | 7,58            | 0,11        | 9,58                            | 7,14                     | 7,22                  | 6,88             | 7,06             |
| 39                      | 2         | Polónia                        | Democracia imperfeita | 7,40            | 0,22        | 10,00                           | 6,43                     | 6,67                  | 6,25             | 7,65             |
| 40                      | 3         | Chipre                         | Democracia imperfeita | 7,38            | Estável     | 9,17                            | 5,36                     | 6,67                  | 6,88             | 8,82             |
| 41                      | Estável   | Índia                          | Democracia imperfeita | 7,29            | 0,11        | 8,67                            | 7,50                     | 7,22                  | 6,88             | 6,18             |
| 42                      | 2         | Eslováquia                     | Democracia imperfeita | 7,21            | 0,14        | 10,00                           | 6,07                     | 6,11                  | 5,63             | 8,24             |
| 43                      | 4         | África do Sul                  | Democracia imperfeita | 7,16            | 0,11        | 9,17                            | 6,79                     | 7,78                  | 5,00             | 7,06             |
| 44                      | 4         | Malásia                        | Democracia imperfeita | 7,11            | 0,18        | 9,58                            | 7,14                     | 6,67                  | 6,25             | 5,88             |
| 45                      | 2         | Trinidad e Tobago              | Democracia imperfeita | 7,09            | 0,07        | 9,58                            | 6,79                     | 6,11                  | 5,63             | 7,35             |
| 46                      | 1         | Timor-Leste                    | Democracia imperfeita | 7,03            | 0,03        | 9,58                            | 6,07                     | 5,56                  | 6,88             | 7,06             |
| 47                      | 1         | Panamá                         | Democracia imperfeita | 6,84            | 0,07        | 9,58                            | 5,71                     | 7,22                  | 3,75             | 7,94             |
| 48                      | 1         | Suriname                       | Democracia imperfeita | 6,79            | 0,09        | 9,58                            | 5,36                     | 6,67                  | 5,00             | 7,35             |
| 49                      | 4         | Jamaica                        | Democracia imperfeita | 6,74            | 0,32        | 8,75                            | 6,43                     | 5,00                  | 5,00             | 8,53             |
| 50                      | 2         | Montenegro                     | Democracia imperfeita | 6,73            | 0,06        | 8,75                            | 7,14                     | 6,67                  | 3,75             | 7,35             |
| 51                      | 2         | Filipinas                      | Democracia imperfeita | 6,63            | 0,03        | 8,75                            | 4,64                     | 8,33                  | 4,38             | 7,06             |
| 52                      | 9         | República Dominicana           | Democracia imperfeita | 6,62            | 0,18        | 9,17                            | 5,00                     | 7,22                  | 4,38             | 7,35             |
| 53                      | 6         | Mongólia                       | Democracia imperfeita | 6,53            | 0,05        | 8,75                            | 5,71                     | 6,67                  | 5,63             | 5,88             |
| 54                      | Estável   | Argentina                      | Democracia imperfeita | 6,51            | 0,11        | 9,17                            | 5,00                     | 6,11                  | 3,75             | 8,53             |
| 54                      | 4         | Hungria                        | Democracia imperfeita | 6,51            | 0,21        | 8,75                            | 5,71                     | 4,44                  | 6,88             | 6,76             |
| 56                      | 2         | Croácia                        | Democracia imperfeita | 6,50            | Estável     | 9,17                            | 6,07                     | 6,11                  | 4,38             | 6,76             |
| 57                      | 6         | Brasil                         | Democracia imperfeita | 6,49            | 0,19        | 9,58                            | 5,00                     | 6,11                  | 5,00             | 6,76             |
| 58                      | 1         | Namíbia                        | Democracia imperfeita | 6,48            | 0,04        | 7,42                            | 5,36                     | 6,67                  | 5,00             | 7,94             |
| 59                      | 3         | Indonésia                      | Democracia imperfeita | 6,44            | 0,09        | 7,92                            | 6,79                     | 7,22                  | 5,00             | 5,29             |
| 60                      | 5         | Colômbia                       | Democracia imperfeita | 6,35            | 0,20        | 9,17                            | 5,71                     | 6,11                  | 3,13             | 7,65             |
| 61                      | 1         | Bulgária                       | Democracia imperfeita | 6,34            | 0,07        | 8,75                            | 5,36                     | 5,56                  | 4,38             | 7,65             |
| 62                      | 10        | Macedônia do Norte             | Democracia imperfeita | 6,28            | 0,25        | 8,75                            | 6,07                     | 6,11                  | 3,13             | 7,35             |
| 63                      | Estável   | Tailândia                      | Democracia imperfeita | 6,27            | 0,08        | 6,50                            | 5,00                     | 8,33                  | 5,63             | 5,88             |
| 64                      | Estável   | Sérvia                         | Democracia imperfeita | 6,26            | 0,07        | 7,83                            | 5,71                     | 6,67                  | 3,75             | 7,35             |
| 65                      | Estável   | Gana                           | Democracia imperfeita | 6,24            | 0,06        | 8,33                            | 4,64                     | 6,11                  | 6,25             | 5,88             |
| 66                      | Estável   | Albânia                        | Democracia imperfeita | 6,20            | 0,08        | 7,00                            | 5,71                     | 5,00                  | 6,25             | 7,06             |
| 67                      | 3         | Sri Lanka                      | Democracia imperfeita | 6,19            | 0,02        | 7,00                            | 4,29                     | 7,22                  | 6,25             | 6,18             |
| 68                      | 1         | Singapura                      | Democracia imperfeita | 6,18            | Estável     | 5,33                            | 7,14                     | 4,44                  | 7,50             | 6,47             |
| 69                      | 2         | Guiana                         | Democracia imperfeita | 6,11            | 0,15        | 6,92                            | 6,07                     | 6,11                  | 5,00             | 6,47             |
| 70                      | 1         | Lesoto                         | Democracia imperfeita | 6,06            | Estável     | 9,17                            | 3,79                     | 5,56                  | 5,63             | 6,18             |
| 71                      | 3         | Moldávia                       | Democracia imperfeita | 6,04            | 0,19        | 6,50                            | 5,36                     | 7,22                  | 4,38             | 6,76             |
| Regimes híbridos        |           |                                |                       |                 |             |                                 |                          |                       |                  |                  |
| 72                      | 12        | Roménia                        | Regime híbrido        | 5,99            | 0,46        | 9,17                            | 6,43                     | 5,56                  | 3,75             | 7,35             |
| 73                      | 1         | Papua-Nova Guiné               | Regime híbrido        | 5,97            | 0,06        | 6,92                            | 6,07                     | 3,89                  | 5,63             | 7,35             |
| 74                      | 9         | Senegal                        | Regime híbrido        | 5,93            | 0,45        | 7,42                            | 5,36                     | 4,44                  | 6,25             | 6,18             |
| 75                      | 1         | Paraguai                       | Regime híbrido        | 5,92            | 0,08        | 8,33                            | 5,36                     | 6,67                  | 1,88             | 7,35             |
| 76                      | Estável   | Malawi                         | Regime híbrido        | 5,85            | Estável     | 7,00                            | 4,29                     | 5,56                  | 6,25             | 6,18             |
| 77                      | 1         | Zâmbia                         | Regime híbrido        | 5,73            | 0,07        | 7,92                            | 3,29                     | 5,00                  | 6,88             | 5,59             |
| 78                      | 1         | Peru                           | Regime híbrido        | 5,69            | 0,12        | 8,75                            | 5,71                     | 5,00                  | 2,50             | 6,47             |
| 79                      | 2         | Butão                          | Regime híbrido        | 5,65            | 0,11        | 8,75                            | 5,93                     | 3,89                  | 5,00             | 4,71             |
| 80                      | 1         | Libéria                        | Regime híbrido        | 5,57            | Estável     | 7,83                            | 2,71                     | 6,11                  | 5,63             | 5,59             |
| 81                      | 1         | Fiji                           | Regime híbrido        | 5,39            | 0,16        | 6,58                            | 5,00                     | 4,44                  | 5,63             | 5,29             |
| 82                      | 2         | Armênia                        | Regime híbrido        | 5,35            | 0,07        | 7,92                            | 4,29                     | 6,11                  | 3,13             | 5,29             |
| 83                      | 4         | Madagáscar                     | Regime híbrido        | 5,33            | 0,07        | 6,58                            | 3,93                     | 6,11                  | 5,63             | 4,41             |
| 84                      | 6         | México                         | Regime híbrido        | 5,32            | 0,18        | 6,92                            | 5,00                     | 7,22                  | 1,88             | 5,59             |
| 85                      | Estável   | Equador                        | Regime híbrido        | 5,24            | 0,17        | 8,75                            | 5,00                     | 5,56                  | 1,88             | 5,00             |
| 86                      | Estável   | Tanzânia                       | Regime híbrido        | 5,20            | 0,15        | 4,42                            | 5,00                     | 5,00                  | 6,88             | 4,71             |
| 87                      | 1         | Hong Kong                      | Regime híbrido        | 5,09            | 0,15        | 2,75                            | 4,00                     | 3,89                  | 6,88             | 7,94             |
| 88                      | 6         | Bósnia e Herzegovina           | Regime híbrido        | 5,06            | 0,06        | 7,00                            | 3,64                     | 5,00                  | 3,75             | 5,88             |
| 89                      | 3         | Quênia                         | Regime híbrido        | 5,05            | Estável     | 3,50                            | 5,36                     | 6,67                  | 5,63             | 4,12             |
| 90                      | 5         | Honduras                       | Regime híbrido        | 4,98            | Estável     | 8,75                            | 3,93                     | 4,44                  | 2,50             | 5,29             |
| 91                      | 2         | Marrocos                       | Regime híbrido        | 4,97            | 0,07        | 5,25                            | 4,29                     | 5,56                  | 5,63             | 4,12             |
| 92                      | 1         | Ucrânia                        | Regime híbrido        | 4,90            | 0,16        | 5,17                            | 2,71                     | 7,22                  | 5,00             | 4,41             |
| 93                      | 11        | Tunísia                        | Regime híbrido        | 4,71            | 0,80        | 3,42                            | 3,93                     | 5,56                  | 5,63             | 5,00             |
| 94                      | 5         | Geórgia                        | Regime híbrido        | 4,70            | 0,50        | 5,67                            | 3,21                     | 5,56                  | 3,75             | 5,29             |
| 95                      | 1         | El Salvador                    | Regime híbrido        | 4,61            | 0,10        | 6,17                            | 3,21                     | 5,56                  | 3,13             | 5,00             |
| 96                      | 2         | Nepal                          | Regime híbrido        | 4,60            | Estável     | 4,83                            | 5,36                     | 5,00                  | 2,50             | 5,29             |
| 97                      | 3         | Guatemala                      | Regime híbrido        | 4,55            | 0,08        | 6,08                            | 3,93                     | 5,00                  | 1,88             | 5,88             |
| 98                      | 1         | Uganda                         | Regime híbrido        | 4,49            | Estável     | 3,42                            | 3,57                     | 3,89                  | 6,88             | 4,71             |
| 99                      | 1         | Gâmbia                         | Regime híbrido        | 4,47            | Estável     | 4,42                            | 4,29                     | 3,89                  | 5,63             | 4,12             |
| 100                     | 25        | Bangladesh                     | Regime híbrido        | 4,44            | 1,43        | 6,08                            | 2,57                     | 5,00                  | 5,00             | 3,53             |
| 100                     | 3         | Benim                          | Regime híbrido        | 4,44            | 0,24        | 1,75                            | 5,36                     | 4,44                  | 6,25             | 4,41             |
| 102                     | 1         | Serra Leoa                     | Regime híbrido        | 4,32            | Estável     | 4,83                            | 2,86                     | 3,89                  | 5,00             | 5,00             |
| 103                     | 3         | Bolívia                        | Regime híbrido        | 4,26            | 0,06        | 4,33                            | 3,93                     | 5,56                  | 1,88             | 5,59             |
| 103                     | 1         | Turquia                        | Regime híbrido        | 4,26            | 0,07        | 3,50                            | 4,64                     | 6,11                  | 5,00             | 2,06             |
| 105                     | Estável   | Costa do Marfim                | Regime híbrido        | 4,22            | Estável     | 4,33                            | 2,86                     | 4,44                  | 5,63             | 3,82             |
| 106                     | 2         | Nigéria                        | Regime híbrido        | 4,16            | 0,07        | 5,17                            | 3,57                     | 3,89                  | 3,75             | 4,41             |
| 107                     | Estável   | Angola                         | Regime híbrido        | 4,05            | 0,13        | 4,50                            | 2,86                     | 5,56                  | 5,00             | 2,35             |
| Regimes autoritários    |           |                                |                       |                 |             |                                 |                          |                       |                  |                  |
| 108                     | Estável   | Mauritânia                     | Regime autoritário    | 3,96            | 0,18        | 3,50                            | 3,21                     | 5,56                  | 3,13             | 4,41             |
| 109                     | 3         | Líbano                         | Regime autoritário    | 3,56            | Estável     | 3,08                            | 0,79                     | 6,67                  | 3,13             | 4,12             |
| 110                     | Estável   | Argélia                        | Regime autoritário    | 3,55            | 0,11        | 3,08                            | 2,50                     | 3,33                  | 5,00             | 3,82             |
| 111                     | 2         | Quirguistão                    | Regime autoritário    | 3,52            | 0,18        | 3,42                            | 1,86                     | 3,89                  | 3,13             | 5,29             |
| 112                     | 3         | Palestina                      | Regime autoritário    | 3,44            | 0,03        | 1,58                            | 0,00                     | 8,33                  | 3,75             | 3,53             |
| 113                     | Estável   | Moçambique                     | Regime autoritário    | 3,38            | 0,13        | 1,67                            | 1,43                     | 5,56                  | 5,00             | 3,24             |
| 114                     | 3         | Ruanda                         | Regime autoritário    | 3,34            | 0,04        | 1,42                            | 4,29                     | 3,33                  | 5,00             | 2,65             |
| 115                     | 7         | Jordânia                       | Regime autoritário    | 3,28            | 0,24        | 3,08                            | 2,86                     | 4,44                  | 2,50             | 3,53             |
| 116                     | Estável   | Etiópia                        | Regime autoritário    | 3,24            | 0,13        | 0,42                            | 2,86                     | 6,11                  | 5,63             | 1,18             |
| 117                     | 6         | Catar                          | Regime autoritário    | 3,17            | 0,48        | 0,00                            | 3,93                     | 2,78                  | 5,63             | 3,53             |
| 118                     | 2         | Cazaquistão                    | Regime autoritário    | 3,08            | Estável     | 0,50                            | 3,21                     | 5,00                  | 3,75             | 2,94             |
| 119                     | 6         | Emirados Árabes Unidos         | Regime autoritário    | 3,07            | 0,06        | 0,00                            | 4,29                     | 2,78                  | 5,63             | 2,65             |
| 120                     | 1         | Omã                            | Regime autoritário    | 3,05            | 0,07        | 0,08                            | 3,57                     | 2,78                  | 5,00             | 3,82             |
| 121                     | 5         | Togo                           | Regime autoritário    | 2,99            | Estável     | 0,92                            | 2,14                     | 3,33                  | 5,63             | 2,94             |
| 122                     | Estável   | Zimbabwe                       | Regime autoritário    | 2,98            | 0,06        | 0,00                            | 2,50                     | 4,44                  | 5,00             | 2,94             |
| 123                     | 2         | Camboja                        | Regime autoritário    | 2,94            | 0,11        | 0,00                            | 2,36                     | 5,00                  | 5,00             | 2,35             |
| 124                     | 2         | Comores                        | Regime autoritário    | 2,84            | 0,20        | 0,83                            | 2,21                     | 3,89                  | 3,75             | 3,53             |
| 124                     | 6         | Paquistão                      | Regime autoritário    | 2,84            | 0,41        | 0,83                            | 4,29                     | 2,78                  | 2,50             | 3,82             |
| 126                     | 4         | Azerbaijão                     | Regime autoritário    | 2,80            | Estável     | 0,50                            | 2,50                     | 3,33                  | 5,00             | 2,65             |
| 126                     | 2         | Iraque                         | Regime autoritário    | 2,80            | 0,08        | 4,83                            | 0,00                     | 6,11                  | 1,88             | 1,18             |
| 128                     | 3         | República do Congo             | Regime autoritário    | 2,79            | Estável     | 0,00                            | 2,50                     | 4,44                  | 3,75             | 3,24             |
| 128                     | 1         | Egito                          | Regime autoritário    | 2,79            | 0,14        | 0,42                            | 2,86                     | 3,89                  | 5,00             | 1,76             |
| 130                     | 16        | Kuwait                         | Regime autoritário    | 2,78            | 0,72        | 0,92                            | 3,21                     | 2,78                  | 3,75             | 3,24             |
| 131                     | 2         | Haiti                          | Regime autoritário    | 2,74            | 0,07        | 0,00                            | 0,29                     | 2,78                  | 5,63             | 5,00             |
| 132                     | 2         | Djibuti                        | Regime autoritário    | 2,70            | Estável     | 0,00                            | 1,64                     | 3,89                  | 5,63             | 2,35             |
| 133                     | 3         | Vietname                       | Regime autoritário    | 2,62            | Estável     | 0,00                            | 3,93                     | 2,78                  | 3,75             | 2,65             |
| 134                     | 2         | Essuatíni                      | Regime autoritário    | 2,60            | 0,18        | 0,00                            | 1,64                     | 2,78                  | 5,63             | 2,94             |
| 135                     | Estável   | Cuba                           | Regime autoritário    | 2,58            | 0,07        | 0,00                            | 2,86                     | 3,33                  | 3,75             | 2,94             |
| 136                     | 2         | Camarões                       | Regime autoritário    | 2,56            | Estável     | 0,33                            | 2,14                     | 3,89                  | 4,38             | 2,06             |
| 137                     | 4         | Burquina Fasso                 | Regime autoritário    | 2,55            | 0,18        | 0,00                            | 2,14                     | 3,33                  | 3,75             | 3,53             |
| 138                     | 1         | Bahrein                        | Regime autoritário    | 2,45            | 0,07        | 0,42                            | 2,36                     | 3,33                  | 4,38             | 1,76             |
| 139                     | 2         | Mali                           | Regime autoritário    | 2,40            | 0,18        | 0,00                            | 0,00                     | 5,00                  | 4,38             | 2,65             |
| 140                     | 17        | Líbia                          | Regime autoritário    | 2,31            | 0,53        | 1,25                            | 0,00                     | 3,89                  | 3,75             | 2,65             |
| 141                     | Estável   | Níger                          | Regime autoritário    | 2,26            | 0,11        | 0,33                            | 1,14                     | 1,67                  | 3,75             | 4,41             |
| 142                     | Estável   | Venezuela                      | Regime autoritário    | 2,25            | 0,06        | 0,00                            | 1,07                     | 5,00                  | 3,13             | 2,06             |
| 143                     | 3         | Gabão                          | Regime autoritário    | 2,18            | Estável     | 0,83                            | 1,14                     | 2,22                  | 3,75             | 2,94             |
| 144                     | 3         | Burundi                        | Regime autoritário    | 2,13            | Estável     | 0,00                            | 0,00                     | 3,89                  | 5,00             | 1,76             |
| 145                     | 3         | China                          | Regime autoritário    | 2,11            | 0,01        | 0,00                            | 3,21                     | 3,33                  | 3,13             | 0,88             |
| 146                     | 2         | Uzbequistão                    | Regime autoritário    | 2,10            | 0,02        | 0,00                            | 1,86                     | 2,78                  | 5,00             | 0,88             |
| 147                     | 4         | Nicarágua                      | Regime autoritário    | 2,09            | 0,17        | 0,00                            | 2,14                     | 2,78                  | 3,75             | 1,76             |
| 148                     | 2         | Arábia Saudita                 | Regime autoritário    | 2,08            | Estável     | 0,00                            | 3,57                     | 2,22                  | 3,13             | 1,47             |
| 149                     | 4         | Guiné                          | Regime autoritário    | 2,04            | 0,17        | 0,00                            | 0,43                     | 3,33                  | 4,38             | 2,06             |
| 150                     | 10        | Guiné-Bissau                   | Regime autoritário    | 2,03            | 0,42        | 2,17                            | 0,00                     | 2,78                  | 3,13             | 2,06             |
| 150                     | 6         | Rússia                         | Regime autoritário    | 2,03            | 0,19        | 0,00                            | 2,14                     | 2,22                  | 3,75             | 2,06             |
| 152                     | 1         | Bielorrússia                   | Regime autoritário    | 1,99            | Estável     | 0,00                            | 0,79                     | 3,33                  | 4,38             | 1,47             |
| 153                     | 1         | Eritreia                       | Regime autoritário    | 1,97            | Estável     | 0,00                            | 2,14                     | 0,56                  | 6,88             | 0,29             |
| 154                     | 1         | Irão                           | Regime autoritário    | 1,96            | Estável     | 0,00                            | 2,50                     | 3,33                  | 2,50             | 1,47             |
| 155                     | 1         | Iêmen                          | Regime autoritário    | 1,95            | Estável     | 0,00                            | 0,00                     | 3,89                  | 5,00             | 0,88             |
| 156                     | 4         | República Democrática do Congo | Regime autoritário    | 1,92            | 0.24        | 2,08                            | 0,43                     | 2,78                  | 3,13             | 1,18             |
| 156                     | Estável   | Guiné Equatorial               | Regime autoritário    | 1,92            | Estável     | 0,00                            | 0,43                     | 3,33                  | 4,38             | 1,47             |
| 158                     | 3         | Chade                          | Regime autoritário    | 1,89            | 0,22        | 0,00                            | 0,00                     | 3,33                  | 3,75             | 2,35             |
| 159                     | 4         | Tajiquistão                    | Regime autoritário    | 1,83            | 0,11        | 0,00                            | 2,21                     | 1,67                  | 4,38             | 0,88             |
| 160                     | 1         | Laos                           | Regime autoritário    | 1,71            | Estável     | 0,00                            | 2,86                     | 1,67                  | 3,75             | 0,29             |
| 161                     | 1         | Turquemenistão                 | Regime autoritário    | 1,66            | Estável     | 0,00                            | 0,79                     | 2,22                  | 5,00             | 0,29             |
| 162                     | 4         | Sudão                          | Regime autoritário    | 1,46            | 0,30        | 0,00                            | 0,00                     | 1,11                  | 5,63             | 0,59             |
| 163                     | Estável   | Síria                          | Regime autoritário    | 1,32            | 0,11        | 0,00                            | 0,00                     | 2,22                  | 4,38             | 0,00             |
| 164                     | Estável   | República Centro-Africana      | Regime autoritário    | 1,18            | Estável     | 0,00                            | 0,00                     | 1,67                  | 1,88             | 2,35             |
| 165                     | Estável   | Coreia do Norte                | Regime autoritário    | 1,08            | Estável     | 0,00                            | 2,50                     | 1,67                  | 1,25             | 0,00             |
| 166                     | Estável   | Myanmar                        | Regime autoritário    | 0,96            | 0,11        | 0,00                            | 0,00                     | 1,67                  | 3,13             | 0,00             |
| 167                     | Estável   | Afeganistão                    | Regime autoritário    | 0,25            | 0,01        | 0,00                            | 0,00                     | 0,00                  | 1,25             | 0,00             |